# Czarna Białostocka (stacja kolejowa)
Czarna Białostocka – stacja kolejowa w Czarnej Białostockiej, w województwie podlaskim, w Polsce. Znajduje się tu 1 peron.

## Ruch pasażerski[1]
| Rok  | Wymiana pasażerska na dobę |
| ---- | -------------------------- |
| 2017 | 50-99                      |
| 2018 | 50-99                      |
| 2019 | 150-199                    |
| 2020 | 150-199                    |
| 2021 | 150-199                    |
| 2022 | 200-299                    |
| 2023 | 200-299                    |